# Дроздково
Дроздково — деревня в Опочецком районе Псковской области России. Входит в состав Звонской волости.
Расположена в 22 км к юго-востоку от города Опочка.
Численность населения по состоянию на 2000 год составляла 24 человека, на 2012 год — 9 человек.